# Староивановка (Фёдоровский район)
Староивановка (баш. Староивановка), ранее Старо-Ивановка — упразднённая в 2005 году деревня Гончаровского сельсовета Фёдоровского района Республики Башкортостан.

## География
Находился на малом притоке р. Дёма, возле села Новофёдоровка .

### Географическое положение
Расстояние до: (на 1 января 1969):

- районного центра (Фёдоровка): 17 км,
- центра сельсовета (Покровка): 14 км,
- ближайшей ж/д станции (Мелеуз): 77 км.

## История
На 1 июня 1952 года входила в Алёшкинский сельсовет, на 1 января 1969 года, 1 июля 1972 года, на 1 сентября 1981 года — в Покровский сельсовет.
Закон Республики Башкортостан от 20 июля 2005 года № 211-з «О внесении изменений в административно-территориальное устройство Республики Башкортостан в связи с образованием, объединением, упразднением и изменением статуса населённых пунктов, переносом административных центров» гласил:

ст.1

4. Упразднить следующие населенные пункты:

36) в Федоровском районе:

а) поселок Андреевка Теняевского сельсовета;

б) хутор Подлесный Булякаевского сельсовета;

в) деревню Староивановка Гончаровского сельсовета;

г) деревню Хитровка Пугачевского сельсовета

## Население
На 1 января 1969 года проживали 154 человека; преимущественно русские.